# Luminotox
Le Luminotox est un bioessai rapide basé sur un test d'écotoxicité aquatique.
Il utilise la fluorescence photosynthétique pour évaluer la toxicité dans l'eau. Ce test peut utiliser de multiples biocapteurs : différentes espèces d'algues, comme Chlorella vulgaris, ou des extraits d'épinard.
L'entreprise Lab Bell a développé une version portative ainsi qu'un appareil automatisé permettant des lectures en continu.